# Renzo Sánchez
Renzo Sánchez Veiga (n. Rocha, Uruguay; 17 de febrero de 2004) es un futbolista profesional uruguayo que se desempeña como delantero en el Club Atlético Juventud de la Primera División de Uruguay, a préstamo del Club Nacional de Football

## Trayectoria deportiva
En 2009 comenzó a jugar en el Club Palermo de Rocha donde se mantuvo hasta 2019. Ese año fue probado en las categorías juveniles del C.A. River Plate (Argentina). En 2020 fue contratado por el Club Nacional de Football. En la temporada 2020 jugó en la Sexta División y en 2021 en Quinta División, consagrándose campeón uruguayo en la categoría.
Desde la temporada 2022 integra el plantel principal del Club Nacional de Football que dirige el entrenador Pablo Repetto.

### Debut
El 17 de enero de 2022 debutó en el primer equipo “Tricolor” en un partido amistoso contra el Ñublense de Chile. Convirtió su primer gol ante Barracas Central en otro partido amistoso celebrado el 19 de enero de 2022.

## Características
Si bien en futbol infantil se desempeñó como volante central, desde los 11 años comenzó a desarrollar su potencial ofensivo jugando como extremo en ambas bandas o como media punta. Mide 1,72 m, pesa 64 kg  y es diestro.